# Anni 1750
Gli anni 1750 sono il decennio che comprende gli anni dal 1750 al 1759 inclusi.

## Eventi, invenzioni e scoperte
- Viene inventato il Lapis
- Benjamin Franklin inventa il Parafulmine.

## Personaggi
- Wolfgang Amadeus Mozart